# Chichester
Chichester is een civil parish met de officiële titel van city, in het bestuurlijke gebied Chichester, in het Engelse graafschap West Sussex. De plaats telde 26.795 inwoners in 2011.

## Geschiedenis

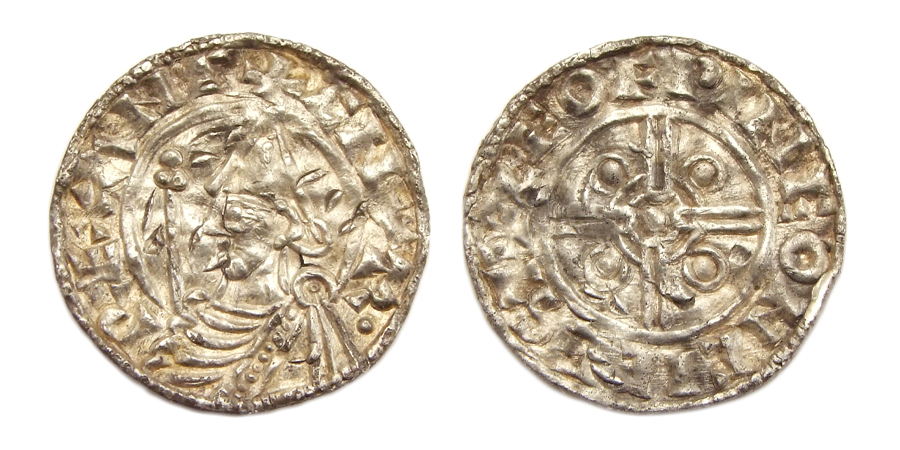
Zeldzame penny, geslagen in Chichester onder Knoet de Grote tussen 1024-1030.

Chichester bevindt zich op de plaats waar in de Romeinse tijd de stad Noviomagus Regnorum lag. Rond het jaar 80 is er een amfitheater gebouwd, waarvan nog resten zijn. Volgens de Angelsaksische kroniek zou Aelle van Sussex de nederzetting aan het eind van de 5e eeuw veroverd hebben en haar vervolgens naar zijn zoon Cisse hernoemd hebben. Chichester was de belangrijkste stad in het koninkrijk Sussex.

## Architectuur

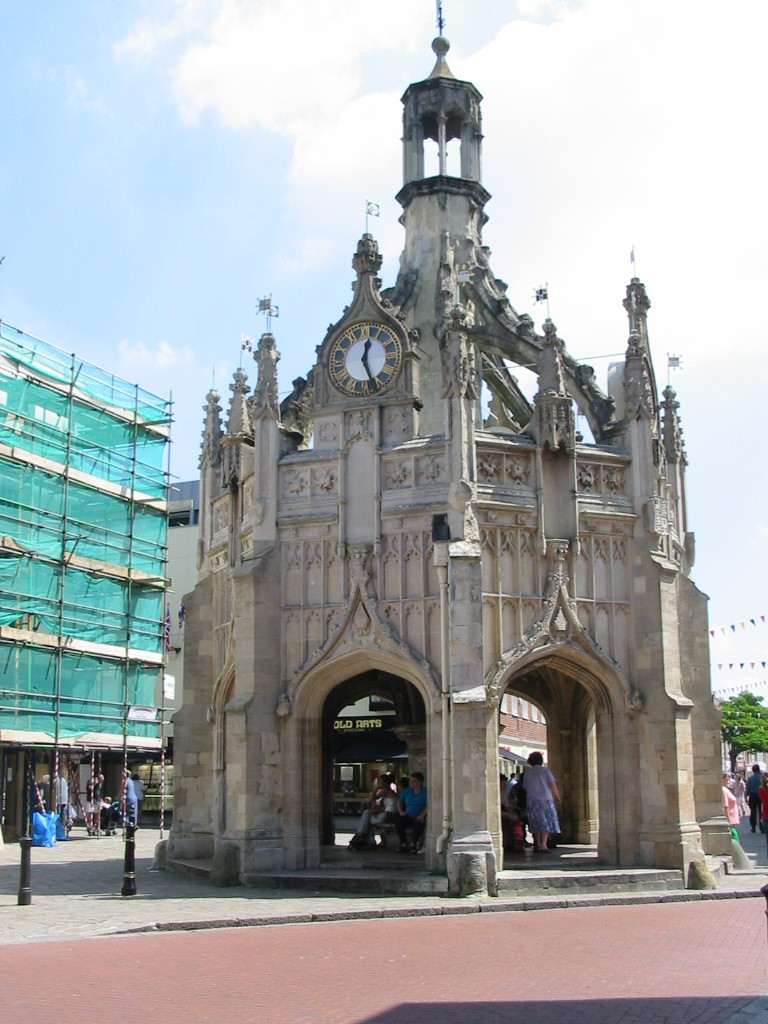
Chichester Cross

Tot de belangrijkste bezienswaardigheden behoren de uit de 11e eeuw stammende kathedraal van de Heilige Drie-eenheid en de Chichester Cross, waar vroeger markt werd gehouden.

## Watersport
Chichester ligt aan de binnenzee Chichester-Harbour, een gebied dat intensief gebruikt wordt door watersporters en bedrijven in die sector. Zo wordt in de buurtschap Itchenor onder andere de motorzeilboot Fisher gemaakt. Chichester-Harbour heeft een open verbinding met zee, en ligt op korte afstand van de Solent en het eiland Wight.

## Geboren in Chichester
- George Francis Lyon (1795-1832), marineofficier en ontdekkingsreiziger
- Jarvis Kenrick (1852-1949), voetballer
- Anohni (1971), zangeres
- Timothy Peake (1972), ruimtevaarder
- Lisa Hammond (1983), actrice
- Ed Speleers (1988), acteur
- Tom Odell (1990), zanger
- Bo Bragason (2004), actrice
- Jack Hinshelwood (2005), voetballer